# راي مارتن (لاعب كرة قاعدة)
راي مارتن (بالإنجليزية: Ray Martin)‏ هو لاعب كرة قاعدة أمريكي، ولد في 13 مارس 1925 في نوروود في الولايات المتحدة، وتوفي بنفس المكان في 7 مارس 2013.

## وصلات خارجية
- راي مارتن على موقع دوري كرة القاعدة الرئيسي (الإنجليزية)
- راي مارتن على موقعبيزبول رفرنس.كوم (الدوري الرئيسي) (الإنجليزية)
- راي مارتن على موقعبيزبول رفرنس.كوم (الدوري الثانوي) (الإنجليزية)